# I kø foran livet
I kø foran livet er en dansk dokumentarfilm fra 1958, der er instrueret af Theodor Christensen efter eget manuskript.

## Handling
Hvordan kan Danmark udnytte den store ressource, de store årgange født under krigen, er? Filmen viser, at betingelserne for at klare problemet er gode. De store virksomheder har lærlingeskoler, hvor de unge mennesker får en grundig uddannelse, inden de det sidste læreår går fuldt kvalificerede ind i produktionen. Mange fag har lærlinge-forskoler, hvorfra mestrene får elever, der allerede inden de kommer i lære, kan de mest elementære ting i det fag, de går ind til. Der perspektiveres til Asien og Indien, hvor millioner af mennesker lever på sultegrænsen. Der etableres kæmpe-friluftsskoler, hvor voksne indfødte kæmper for at lære at læse.